# Janusz Kacprzyk
Janusz Kacprzyk (ur. 12 lipca 1947 r.) – polski inżynier, matematyk i informatyk, specjalizujący się w narzędziach sztucznej inteligencji takich jak zbiory rozmyte, optymalizacja matematyczna, podejmowanie decyzji w warunkach niepewności, inteligencja obliczeniowa, intuicyjne zbiory rozmyte, analiza i eksploracja danych, stosowanych m.in. w bazach danych, technikach informacyjno-komunikacyjnych, robotyce mobilnej.
Jest członkiem rzeczywistym Polskiej Akademii Nauk, profesorem informatyki i kierownikiem Pracowni Systemów Inteligentnych Instytutu Badań Systemowych PAN, prezesem Polskiego Towarzystwa Badań Operacyjnych i Systemowych, zagranicznym członkiem hiszpańskiej Królewskiej Akademii Nauk Ekonomicznych i Finansowych (2007), Bułgarskiej Akademii Nauk (2013), Fińskiego Towarzystwa Nauk i Literatury (2018), a także członkiem Akademii Europy i Europejskiej Akademii Nauk i Sztuk, ponadto należy do takich organizacji jak IEEE, IEPP, Europejski Komitet Koordynacyjny ds. Sztucznej Inteligencji (EurAI/ECCAI), IFAS, Meksykańskie Stowarzyszanie Sztucznej Inteligencji.
W latach 2009–2011 był prezesem Międzynarodowego Stowarzyszenia Systemów Rozmytych (International Fuzzy Systems Association IFSA). W 2013 roku został laureatem dorocznej nagrody IFSA. Od 2018 jest wiceprezesem Polskiego Towarzystwa Informatycznego PTI.

## Biografia
W 1970 roku ukończył Politechnikę Warszawską na Wydziale Elektroniki. W 1977 roku uzyskał stopień doktora z zakresu analizy systemowej, a w roku  1991 stopień doktora habilitowanego) w dziedzinie informatyki. W 1997 roku otrzymał tytuł profesora, nadany przez Prezydenta Rzeczypospolitej Polskiej.
Aktualnie (rok 2018) jest też zatrudniony jako profesor w Politechnice Krakowskiej, w PIAP (Przemysłowy Instytut Automatyki i Pomiarów), w WIT (Wyższej Szkole Informatyki Stosowanej i Zarządzania), w Chongqing Three Gorges University w Wanzhou (Chiny) i na uniwersytecie w Xinjiang, Chiny.
Według stanu na kwiecień 2018 roku jest autorem 6 książek, redaktorem lub współautorem ponad 100 tomów prac naukowych, autorem lub współautorem około 550 artykułów naukowych. Jest redaktorem 7. serii wydawniczych (Springer Science+Business Media, dawniej Springer Verlag), dwóch czasopism, jest też członkiem redakcji około 40 czasopism naukowych.

## Wyróżnienia

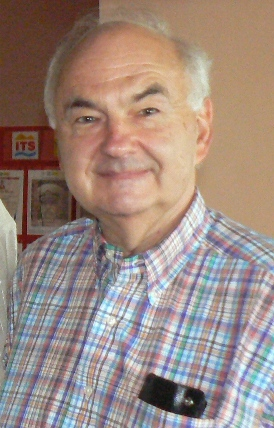
Profesor w 2008 roku

Profesor J. Kacprzyk jest laureatem szeregu nagród za wybitne osiągnięcia naukowe, najbardziej znaczące z nich to m.in.:
- 2006: nagroda Kaufmana i złoty medal za pionierskie prace dotyczące wykorzystania logiki rozmytej w ekonomii i zarządzaniu[2]
- 2006: nagroda Pioneer IEEE CIS za pionierskie prace w wielostopniowym sterowaniu rozmytym (rozmyte programowanie dynamiczne)[3][4][5]
- 2007: nagroda Pioneer sekcji Doliny Krzemowej IEEE CIS za wkład w obliczenia granularne (ziarniste) i obliczenia ze słowami
- 2010: medal Polskiego Towarzystwa Sieci Neuronowych za wybitny wkład w rozwój inteligencji obliczeniowej w Polsce
- 2016: doktorat honoris causa Uniwersytetu Óbuda w Budapeszcie, Węgry[6][7]
- 2022: doktorat honoris causa Politechniki Częstochowskiej[8]

Medal 70-lecia Polskiej Informatyki przyznany przez Kapitułę PTI.